# 1380
1380 (MCCCLXXX) fue un año bisiesto comenzado en domingo del calendario juliano, en vigor en aquella fecha.

## Acontecimientos
- 8 de septiembre: tiene lugar la batalla de Kulikovo, con la victoria de los rusos sobre los mongoles.

## Nacimientos
- 27 de noviembre - Fernando I de Aragón, rey de Aragón.